# Dandy Town Hornets
Dandy Town Hornets is een Bermudaanse voetbalclub uit Pembroke Parish. De club komt uit in de Cingular Wireless Premier Division. De kleuren van de club zijn bruin en goud. Ook is er een vrouwenelftal en een sterke jeugdopleiding.

## Prestaties
- Cingular Wireless Premier Division: 6

1987/88, 1993/94, 2000/01, 2003/04, 2009/10, 2011/12
- Bermuda FA Cup: 3

1986/87, 2003/04, 2011/12
- Bermuda Friendship Trophy: 4

1990/91, 1993/94, 1994/95, 2002/03
- Bermuda Martonmere Cup: 5

1987/88, 1990/91, 1998/99, 1999/00, 2005/06
- Bermuda Dudley Eve Trophy: 3

1986/87, 1993/94, 2008/09
- Bermuda Champions Cup: 1

2004/05
- Bermuda Super Cup: 3

1993/94, 2000/01, 2005/06

## Bekende (ex-)spelers
- Nahki Wells